# Antarctique uruguayen
L'Antarctique uruguayen (espagnol : Antártida Uruguaya) est le secteur de l'Antarctique où le professeur Julio César Musso estimait que l'Uruguay devrait exercer sa souveraineté. Il ne s'agit pas d'une définition spécifique ni d'une revendication territoriale, mais plutôt d'une zone d'action naturelle de la projection maritime méridionale de l'Uruguay. L'Uruguay fait partie du système du traité sur l'Antarctique en tant que membre consultant et s'est réservé le droit de faire une revendication territoriale.

## Journée uruguayenne de l'Antarctique
Le 8 mai 1985, le sénateur Luis Alberto Lacalle présente un nouveau projet de loi visant à désigner un jour de l'année comme « Journée de l'Antarctique uruguayen » (espagnol : Día de la Antártida Uruguaya) et à promouvoir l'étude et la diffusion de cette question parmi les jeunes générations. Dans le préambule, M. Lacalle explique que « nous avons choisi le 28 août, car la fondation de l'Institut antarctique uruguayen, inspiré par les enseignements du professeur Julio C. Musso, a été le lieu où la vocation antarctique de notre pays est née et s'est développée ». 